# Back of the Van
Back of the Van – piosenka synthpopowa stworzona na pierwszy album studyjny nowozelandzkiej piosenkarki Ladyhawke zatytułowany Ladyhawke (2008). Wyprodukowany przez Michaela Di Francesco, utwór wydany został dnia 1 kwietnia 2008 roku jako inauguracyjny singel promujący album. Był to zarazem debiutancki singel Ladyhawke. W maju 2009 piosenka zajęła 93. miejsce listy przebojów UK Singles Chart.

## Informacje o utworze i wydaniu singla
Utwór stanowi połączenie synthpopu oraz gatunków new wave i indie rock, inspirowany jest muzyką lat 80. XX wieku. Ladyhawke napisała tę piosenkę wspólnie z Michaelem Di Francesco, członkiem Van She, zespołu electropopowego z Sydney. Di Francesco jest również producentem nagrania. „Back of the Van” wydany został 1 kwietnia 2008, początkowo wyłącznie w systemie cyfrowym, jako darmowy digital download, możliwy do pobrania z witryny internetowej wykonawczyni lub jej oficjalnej strony w serwisie MySpace. Reedycja singla nastąpiła ponad rok później, 18 maja 2009, gdy utwór opublikowano w formie fizycznej, limitowanym nakładem. W międzyczasie singel trafił do rozgłośni radiowych. Wiosną 2009 „Back of the Van” objął miejsce 93. listy przebojów UK Singles Chart.

## Recenzje
Dziennikarki feministycznego serwisu femalefirst.co.uk przyznały singlowi ocenę 4 w pięciostopniowej skali. Swoją decyzję uzasadniły, pisząc: „(...) Rezultatem tego nagrania jest odświeżająca mieszanka rocka, dance'u i popu. Ladyhawke nie tylko napisała ten utwór, ale też zagrała w nim na gitarze, perkusji i instrumentach syntezatorowych”. W recenzji dla strony BBC.co.uk Elvissia Williams stwierdziła, że „podnoszący na duchu kawałek 'Back of the Van' hołduje mówieniu prosto z mostu o tym, jak się czujemy”. „Gdy Ladyhawke nerwowo chwyta dłoń swojego nowego kochanka, niemożliwe jest nietowarzyszenie jej w słodkim śpiewie (...)”, uznała Williams. Cam Lindsay (magazyn Exclaim!) chwalił kompozycję za unikatowość oraz wyraźną inspirację klasycznym rockiem oraz muzyką taneczną lat 80. Singel nazwał też „najbardziej chwytliwym utworem, jaki usłyszał w 2008 roku”.

## Pozycje na listach przebojów
| Kraj            | Notowanie (2009)       | Wydawca | Najwyższa pozycja |
| --------------- | ---------------------- | ------- | ----------------- |
| Singapur        | Official Singles Chart | IFPI    | 25                |
| Wielka Brytania | UK Singles Chart       | OCC     | 93                |